# Nepal i olympiska spelen
Nepal har deltog för första gången i de olympiska spelen 1964 i Tokyo. De har sedan dess deltagit i alla olympiska sommarspel förutom 1968 i Mexico City. Nepal deltog första gången vid de olympiska vinterspelen 2002 i Salt Lake City och de har sedan dess deltagit i alla olympiska vinterspelen. Nepal har aldrig tagit någon medalj.

## Medaljer
| Guld | Silver | Brons | Totalt antal medaljer |
| ---- | ------ | ----- | --------------------- |
| 0    | 0      | 0     | 0                     |

### Medaljer efter sommarspel
| Spel             | Guld        | Silver      | Brons       | Totalt      |
| Tokyo 1964       | 0           | 0           | 0           | 0           |
| Mexiko City 1968 | Deltog inte | Deltog inte | Deltog inte | Deltog inte |
| München 1972     | 0           | 0           | 0           | 0           |
| Montreal 1976    | 0           | 0           | 0           | 0           |
| Moskva 1980      | 0           | 0           | 0           | 0           |
| Los Angeles 1984 | 0           | 0           | 0           | 0           |
| Seoul 1988       | 0           | 0           | 0           | 0           |
| Barcelona 1992   | 0           | 0           | 0           | 0           |
| Atlanta 1996     | 0           | 0           | 0           | 0           |
| Sydney 2000      | 0           | 0           | 0           | 0           |
| Aten 2004        | 0           | 0           | 0           | 0           |
| Peking 2008      | 0           | 0           | 0           | 0           |
| Totalt           | 0           | 0           | 0           | 0           |

### Medaljer efter vinterspel
| Spel                | Guld | Silver | Brons | Totalt |
| Salt Lake City 2002 | 0    | 0      | 0     | 0      |
| Turin 2006          | 0    | 0      | 0     | 0      |
| Vancouver 2010      | 0    | 0      | 0     | 0      |
| Totalt              | 0    | 0      | 0     | 0      |